# وزارة السياحة (المالديف)
وزارة السياحة هي جزء من السلطة التنفيذية المالديفية المسؤولة عن تطوير صناعة السياحة المالديفية. وزارة السياحة تراقب قطاع السياحة وتنظمه.
تأسست وزارة السياحة في عام 1965 بعد وقت قصير من استقلال جزر المالديف من قبل إبراهيم ناصر الرئيس الثاني لجزر المالديف.